# Aeropuerto de Wasilla
El Aeropuerto de Wasilla (IATA: WWA, OACI: PAWS, FAA LID: IYS) es un aeropuerto público ubicado a 6 km al oeste de Wasilla, una ciudad del estado de Alaska. Wasilla está a 17 millas por aire y 47 millas por carretera de Anchorage, la mayor ciudad de Alaska.

## Instalaciones y aeronaves
Aeropuerto de Wasilla tiene una pista de asfalto designada 03/21 con dimensiones de 3700 por 75 pies (1128 x 23 m). También tiene una pista de hierba y grava (03S/21S) que tiene 1690 por 60 pies (515 x 18 m). Hay 100 aeronaves con base en el aeropuerto, todas ellas mono-motor.